# Franz Gerger

Franz Gerger (1908)

Franz Gerger (* 4. September 1867 in Felsőrönök (dt.: Oberradling), Ungarn; † 27. März 1937 in Graz) war ein österreichischer Radrennfahrer.

## Sportliche Laufbahn
1883 siedelte der in Ungarn geborene Franz Gerger nach Graz über; erst mit 22 Jahren lernte er das Fahrradfahren unter der Anleitung von Alexander Gayer, der in Graz eine „Trainierschule“ betrieb und als erster Radsporttrainer gilt. Gerger begann seine Radsport-Laufbahn als Straßenfahrer. Bei der Distanzradfahrt Wien–Berlin im Jahre 1893 belegte er Platz drei hinter Josef Fischer und Georg Sorge auf einem Fahrrad von Johann Puch, wobei er als einziger der vorne Platzierten die Maschine, eine Styria-Tourenrad, nicht wechselte und dafür einen Sonderpreis erhielt. Im selben Jahr wurde er österreichischer Meister über 100 Kilometer auf der Straße. 1894 wurde er Dritter bei Mailand-München. 1895 ging er als Amateur bei Bordeaux–Paris an den Start und „lieferte ein Rennen, das die Sportwelt in Erstaunen setzte“: Er überbot die Zeit des Siegers in der Berufsfahrerklasse und stellte einen neuen Streckenrekord auf. Schon zuvor hatte er zahlreiche deutsche und österreichische Rekorde aufgestellt.
Anschließend wurde Gerger Profi und wandte sich dem Bahnradsport zu. Bei den Bahn-Radweltmeisterschaften 1896 wurde er Dritter im Steherrennen. 1897 wurde er Steher-Europameister. Im Jahr darauf belegte er bei den deutschen Stehermeisterschaften den dritten Platz. Insgesamt stellte Franz Gerger in seiner Karriere acht Weltrekorde auf. Eine letzte Rekordfahrt gelang ihm am 1. Juni 1902, als er den ungarischen Zehn-Kilometer-Rekord hinter einem Motor-Tandem erreichte. Kurz darauf gewann er noch die Fernfahrt Wien-Semmering-Wien.
Nach dem Ende seiner Radsport-Laufbahn wurde Gerger Vertreter einer Fahrradfirma in Budapest. Auch war er als Radsport-Funktionär tätig und leitete später den 1919 gegründeten „Verband Steirischer Radrennfahrer“.

## Hauptergebnisse
1893
3. Wien–Berlin
1. Straßenmeisterschaft Deutsche Radfahrerbundes Österreich
1. Graz-Lebring
1. Sankt Andrä – Sankt Pölten – Sankt Andrä
5. Maastricht – Nijmegen – Maastricht
1894
3. Mailand–München
1895
1. Bordeaux–Paris (Amateur, neuer Streckenrekord)